# Hifthorn
Das Hifthorn, auch Hiefhorn, ist ein kleines, seit dem Mittelalter bekanntes Signalhorn. Der Name leitet sich von althochdeutsch hiofan „wehklagen“ ab. Mittelhochdeutsch hief oder hift bedeutet „Jagdsignal“.
Ursprünglich wurde das Hifthorn aus Rinderhorn hergestellt. Bei der weiteren Entwicklung bekam es ein Mundstück aus Metall. Die mittelalterlichen Ritter verwendeten auch kostbare Ausführungen, die mit Gold beschlagen waren, und Olifant genannte Elfenbeintrompeten. Ab dem 16. Jahrhundert waren Hifthörner gebräuchlich, die ganz aus Metall gefertigt waren.
Das an einem Band über der Schulter getragene Hifthorn diente verschiedenen Zwecken. Es wurde von Nachtwächtern, Feuerwärtern, Türmern, Jägern und Hirten verwendet. Auch Bäcker, Metzger (Metzgerpost) und Postillone bliesen so ihre Signale (Posthorn). Zeitweise wurde auch die Bezeichnung Hüfthorn verwendet, was sich von der Mode ableitete, das Horn an einer längeren Kordel an der Hüfte zu tragen.
Aus dem Hifthorn wurde das Jagdhorn entwickelt. Es wird noch heute verwendet; das bekannteste ist das Fürst-Pless-Horn.
In Wappen ist die Darstellung der Blasinstrumente Hifthorn, Posthorn und Jagdhorn als gemeine Figur beliebt. Ein Jagdhorn findet sich beispielsweise in den Wappen von Gönningen, Hövelhof, Rieden oder Rösrath. Sehr klein sind zwei Hifthörner jeweils in den Wappen von Kamenz und Königsberg (Preußen) dargestellt; die Wappen von Horn (Niederösterreich) und Hornberg sind sogar redend.

Alflen
Aitrach
Altheim (Alb)
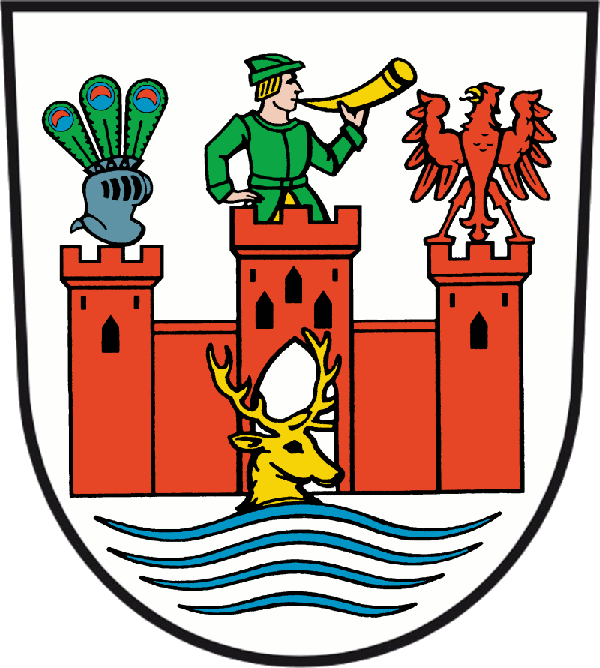
Angermünde
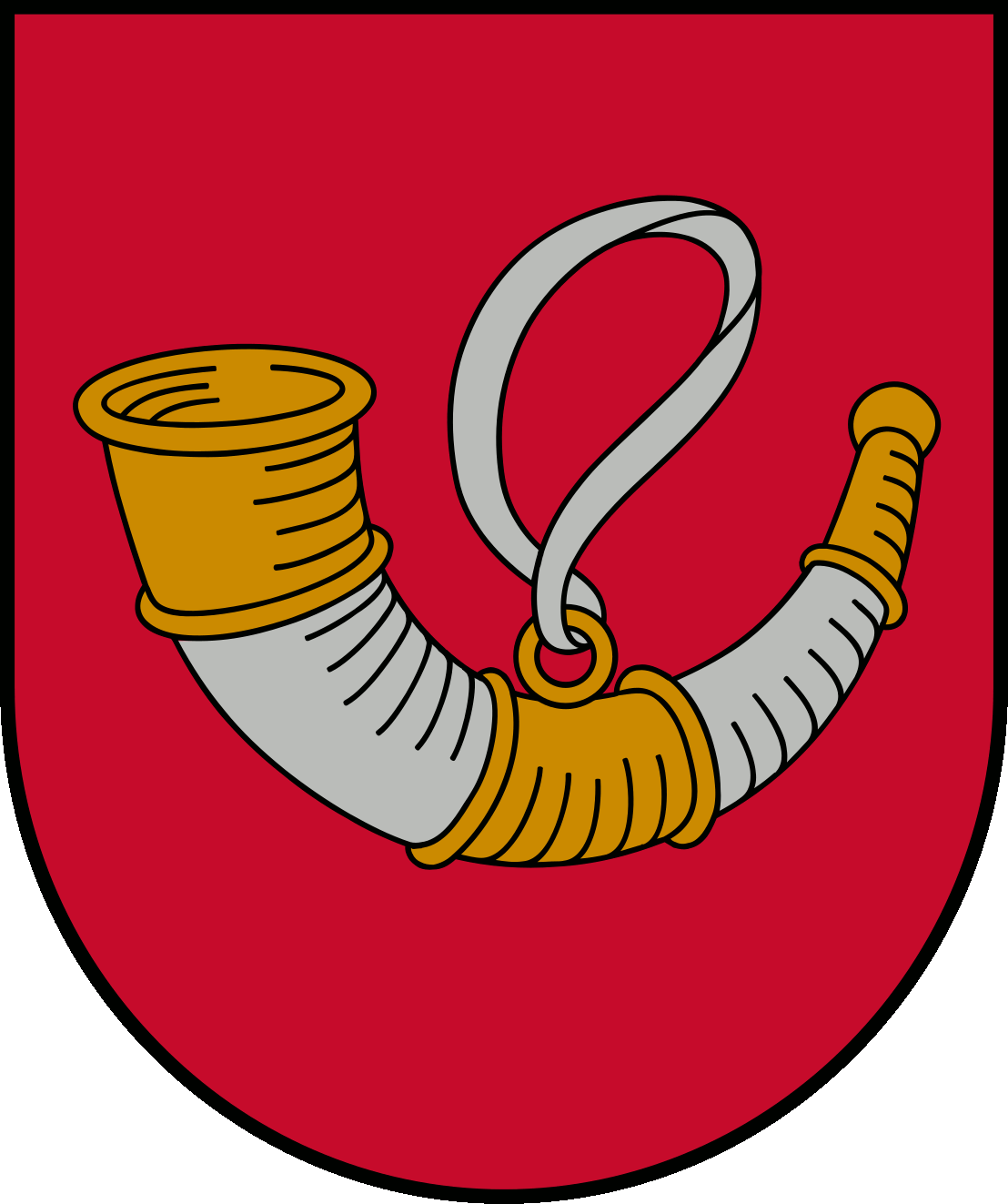
Bezirk Auce
Bad Urach
Baiersdorf
Bedmar y Garcíez
Beilstein an der Mosel
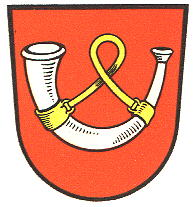
Altes Wappen der Gemeinde Beilstein an der Mosel
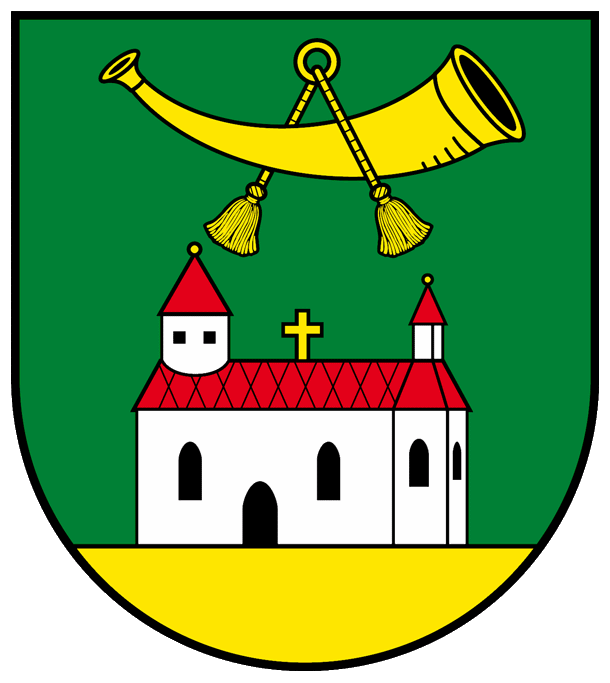
Belgern-Schildau
Blaustein
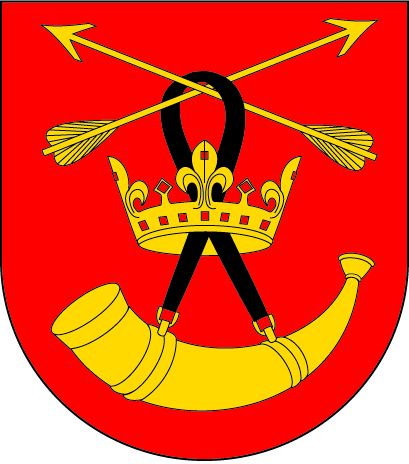
Gmina Bojanów
Braunshorn
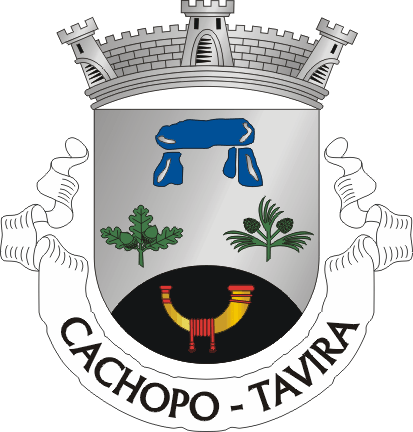
Cachopo
Chevagnes
Clichy
Landkreis Cochem-Zell
Cornil
Courthézon
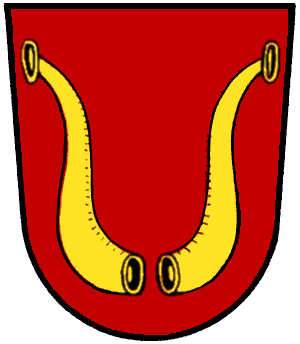
Cronheim
Dukla
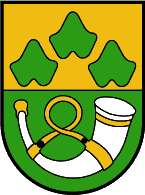
Düns
Dürnau
Ebringen
Eindhoven
Landkreis Esslingen
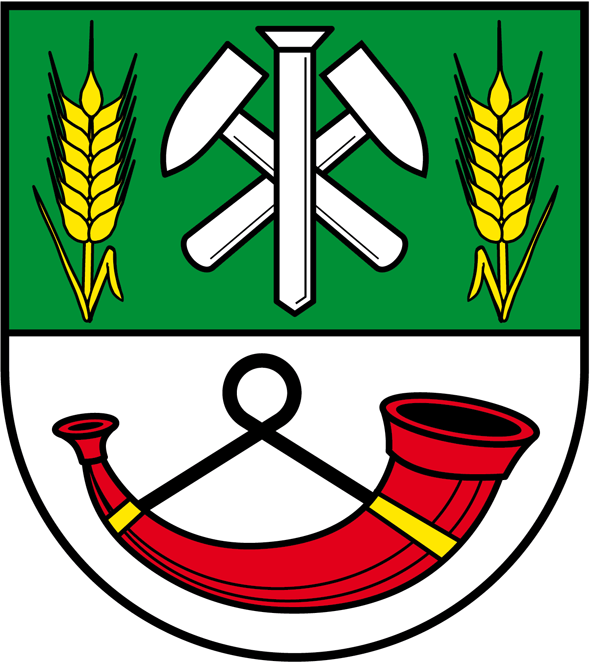
Falkenhain
Frastanz
Friedrichshafen
Gifhorn
Landkreis Gifhorn
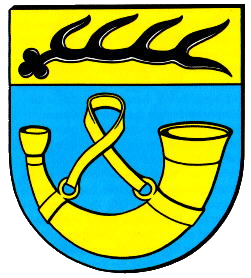
Gönningen
Groß Pschygodschitz
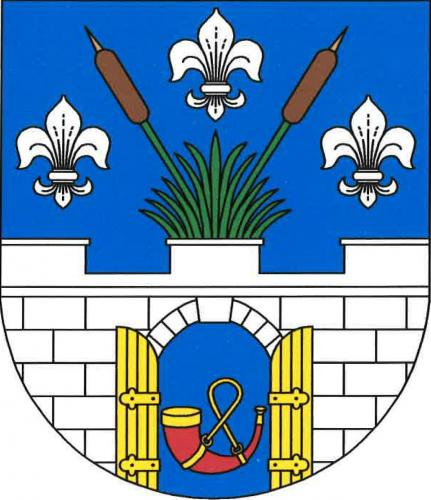
Grottau
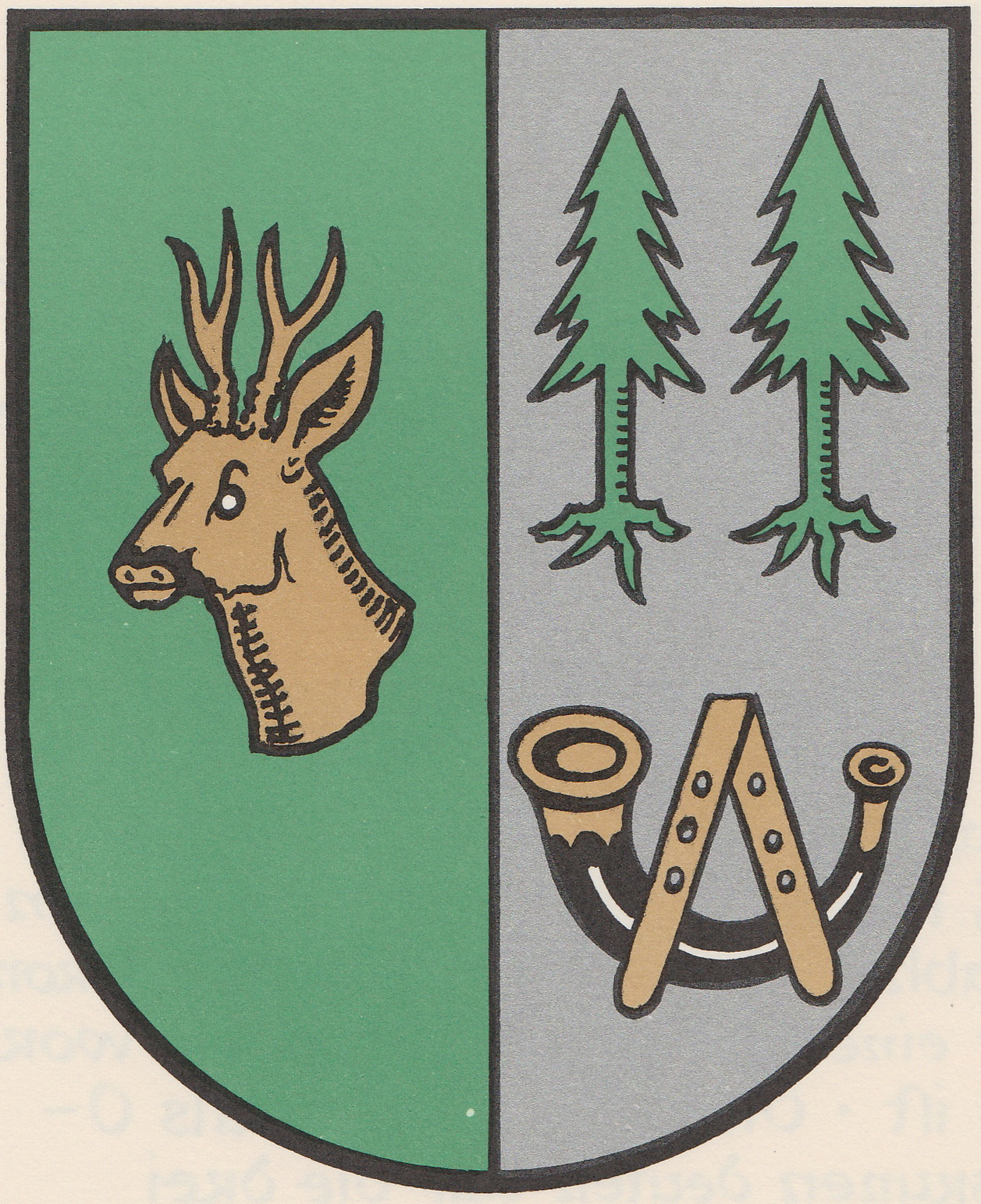
Harrendorf (Hagen im Bremischen)
Haslach
Herrlingen
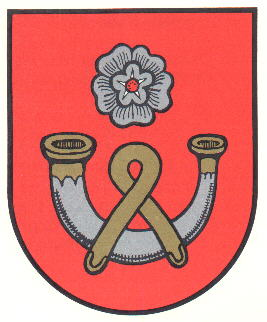
Hetthorn
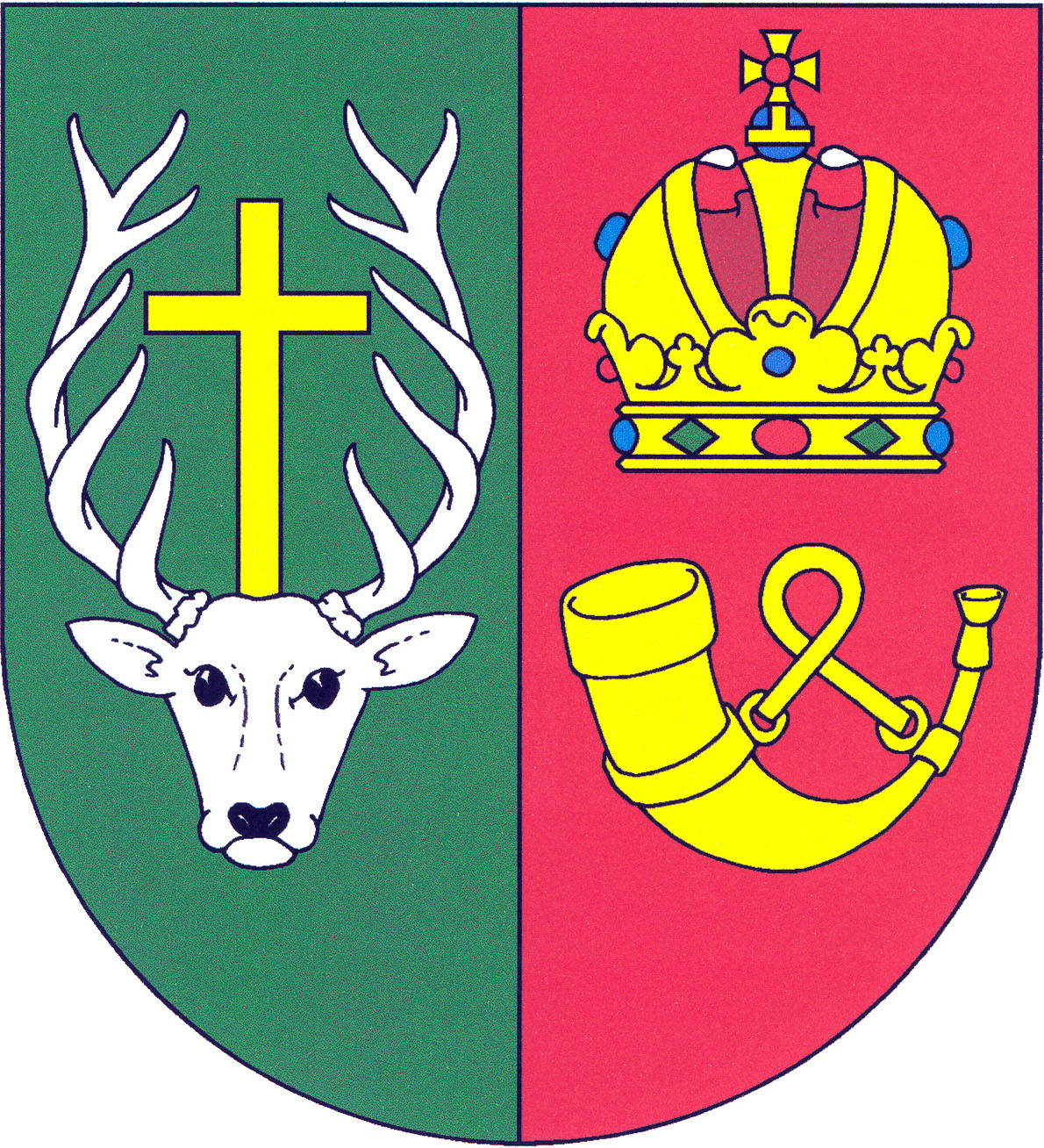
Hlawenetz
Hoorn
Horn
Horn-Bad Meinberg
Hornberg
Horrheim
Hövelhof
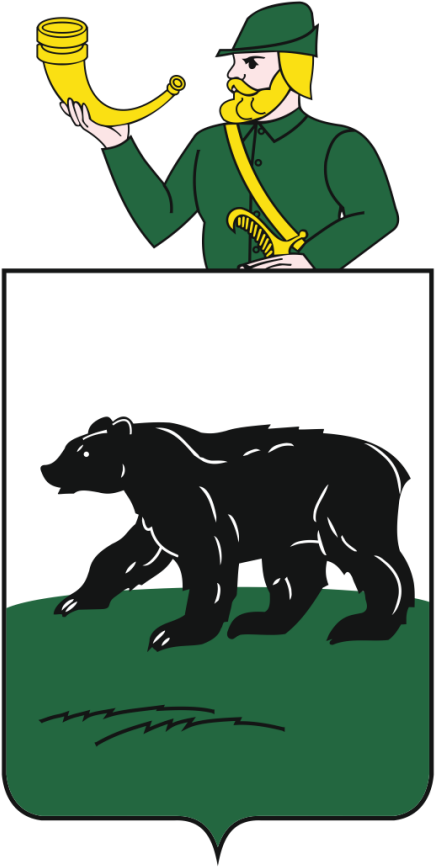
Insterburg
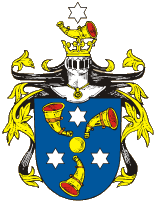
Jägerndorf
Herzogtum Jägerndorf
Jaßbring
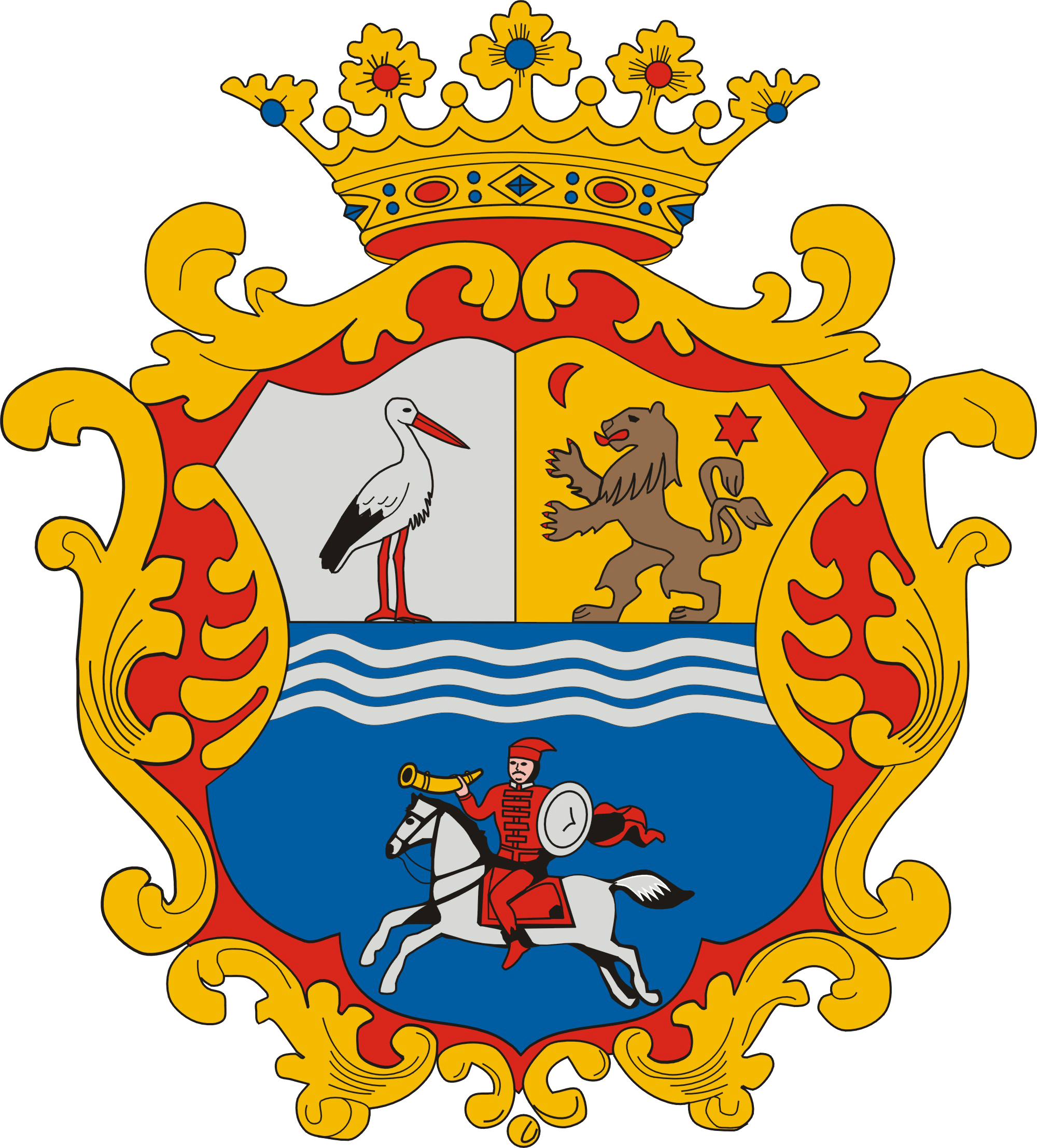
Komitat Jaß-Großkumanien-Sollnock
Jászárokszállás
Jordanów
Kalisch
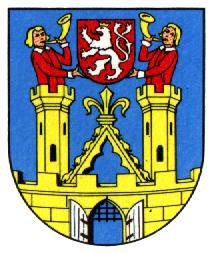
Kamenz
Kapyl
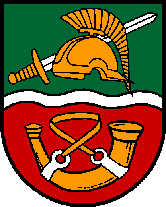
Kematen an der Krems
Klezk
Kratzau
Kreuztal (Westfalen)
Lautschitz
Liechtenstein
Limanowa
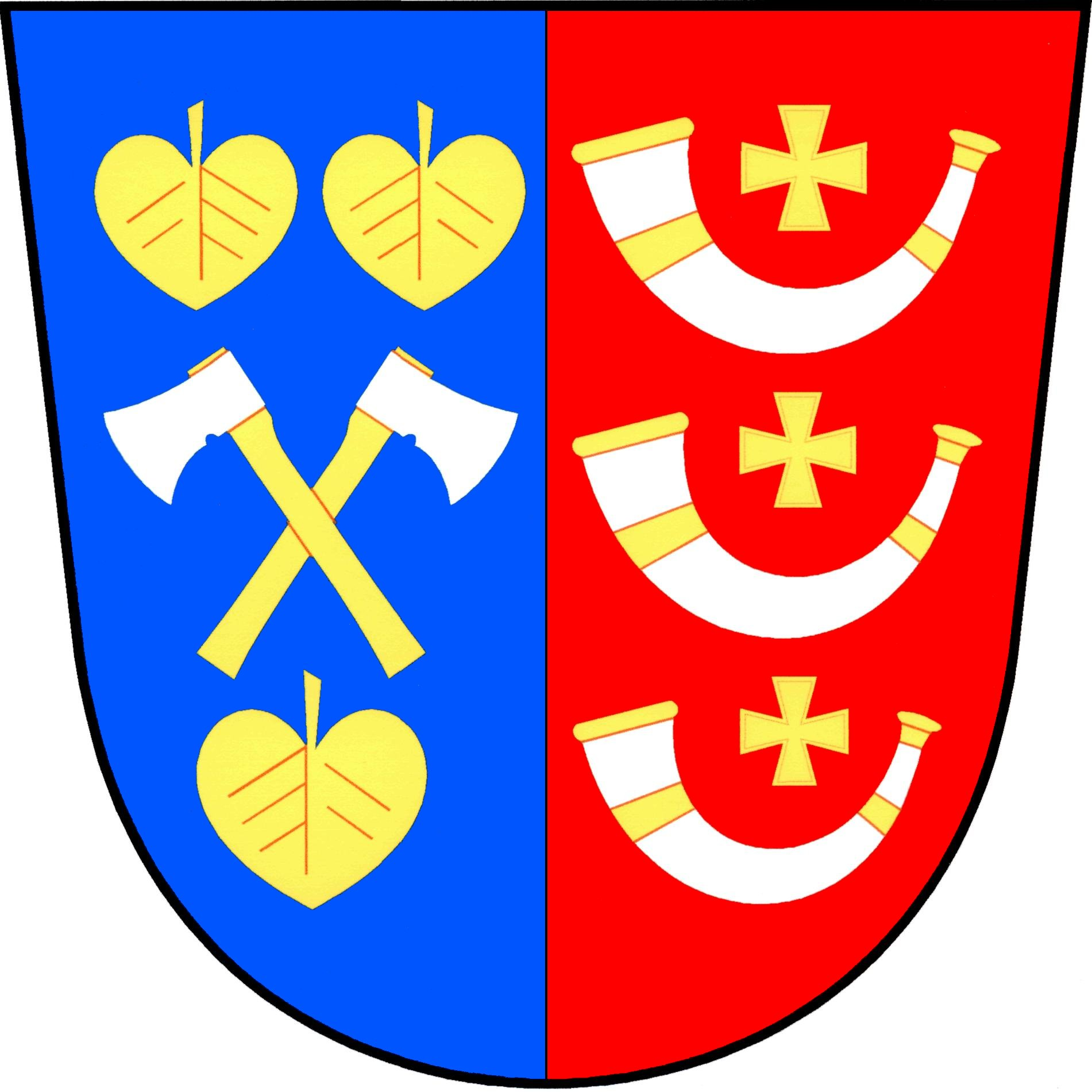
Lindenhau
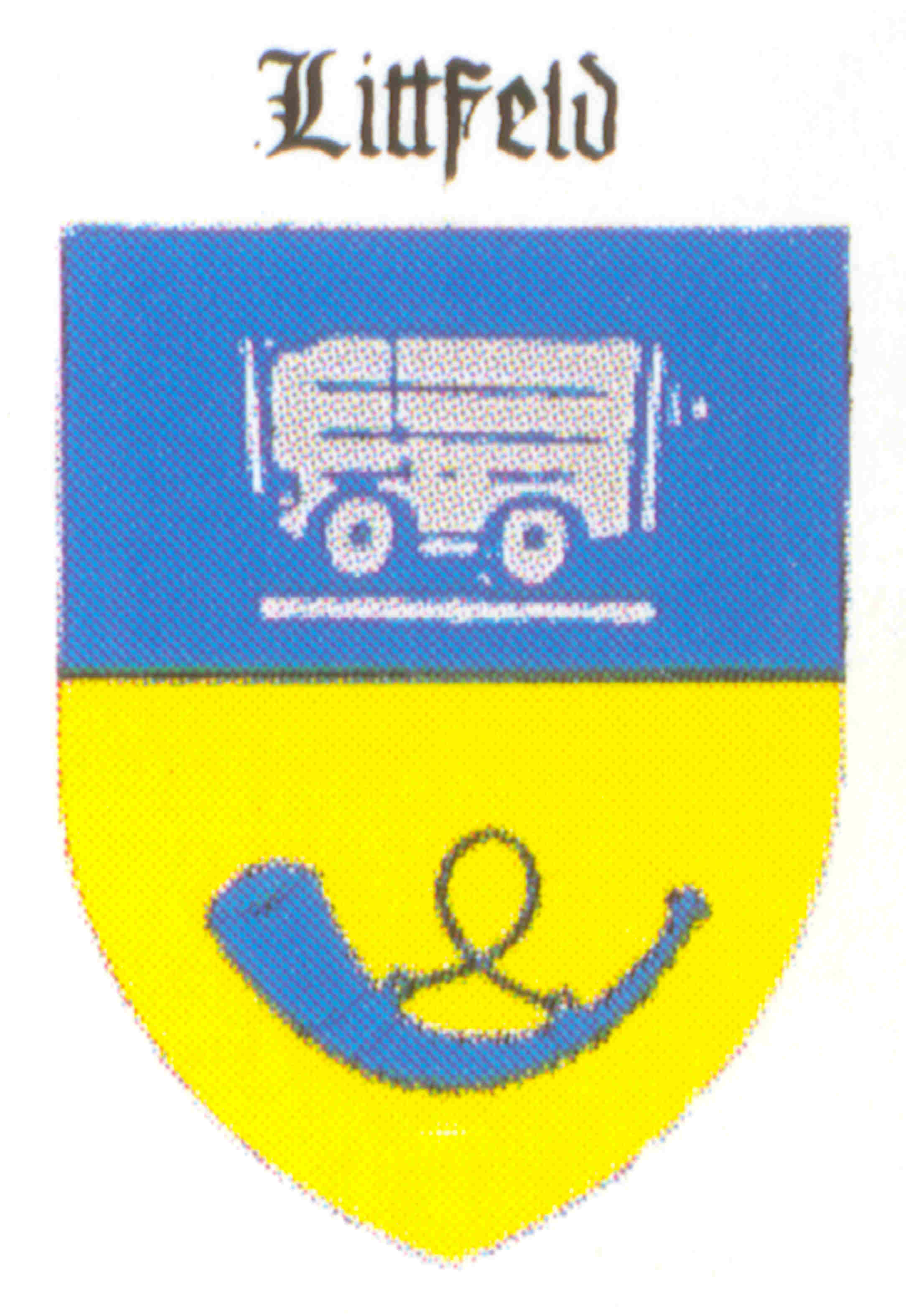
Littfeld
Gmina Lubień
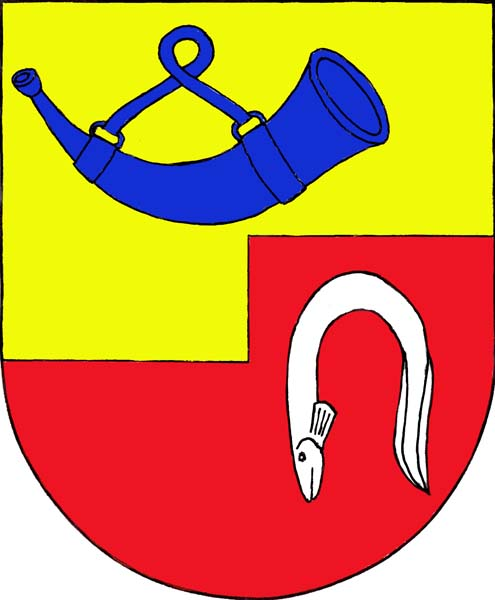
Lukawetz
Lutzhorn
Madulein
Murr
Neuenkirchen-Vörden
Neuffen
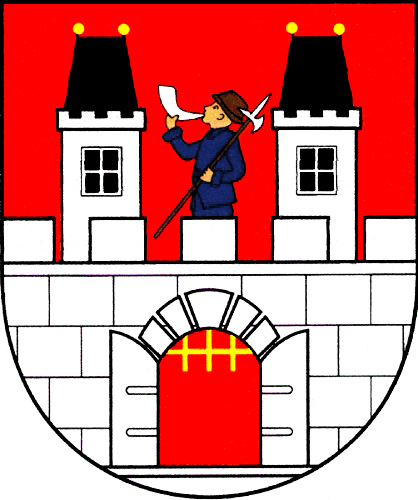
Neureichenau
Landkreis Neu-Ulm
Neuweiler
Gmina Nieborów
Norath
Nürtingen
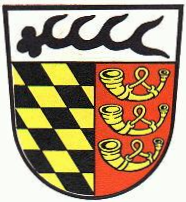
Landkreis Nürtingen
Fürstentum Orange
Ottmarsheim
Paray-Vieille-Poste
Połaniec
Rieden
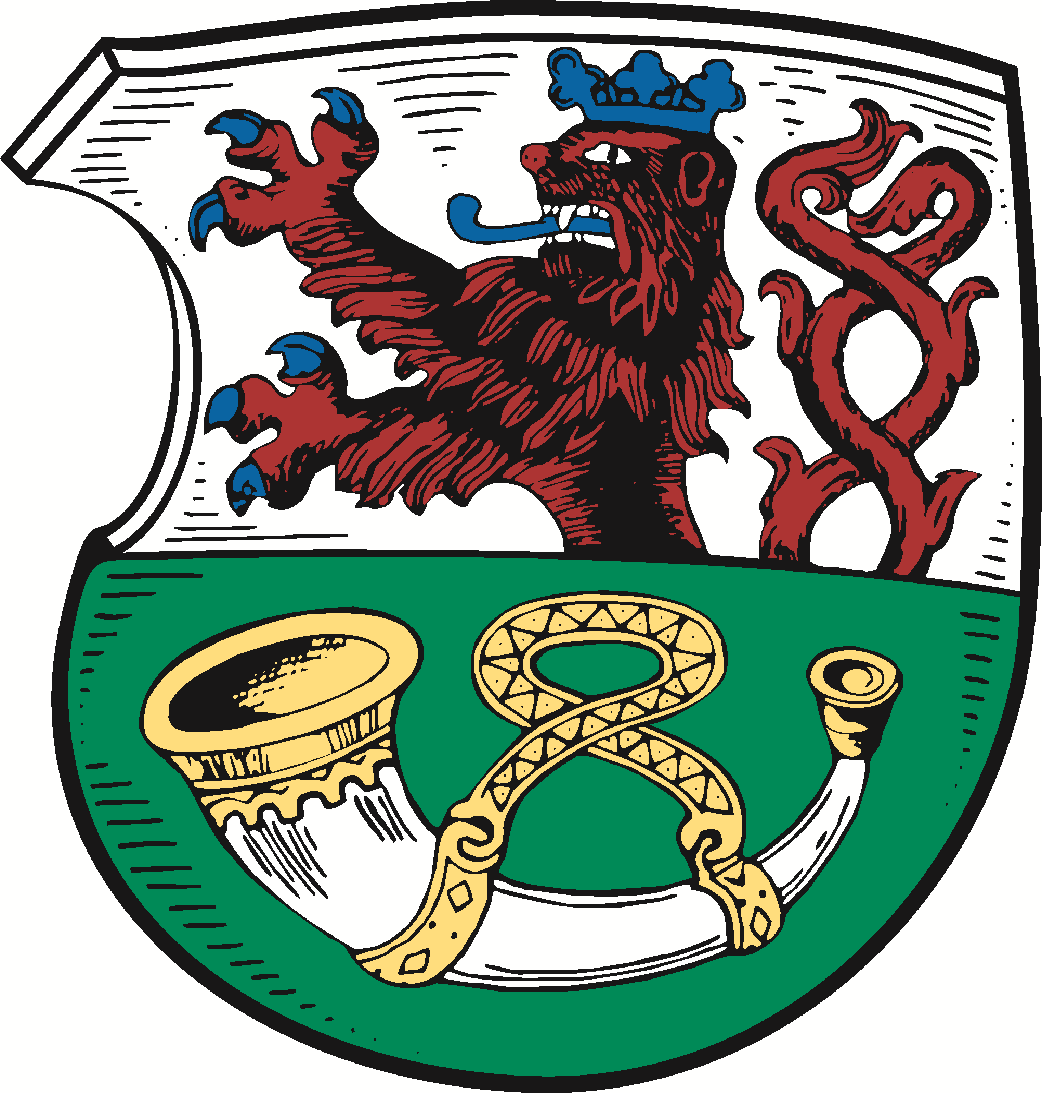
Rösrath
Rumburg
Sankt Georgenthal
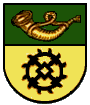
Scharmbeckstotel
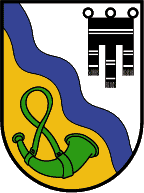
Schlins
Schreibersdorf
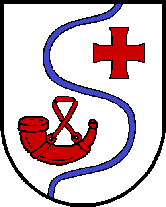
Senftenbach
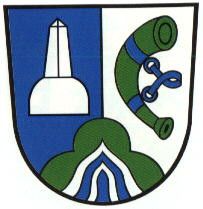
Siegmundsburg
Gmina Siepraw
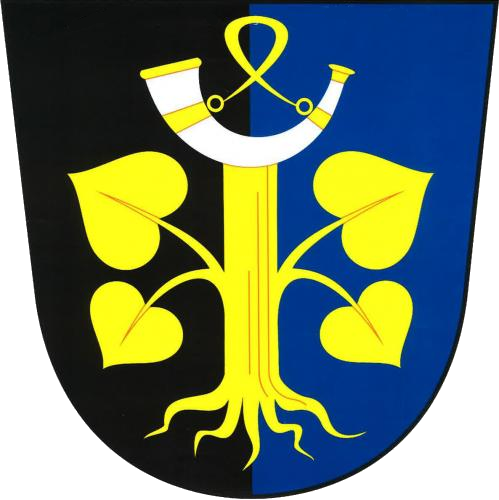
Skorenitz
Gmina Sławatycze
Smarhon
Spiesheim
Tauroggen
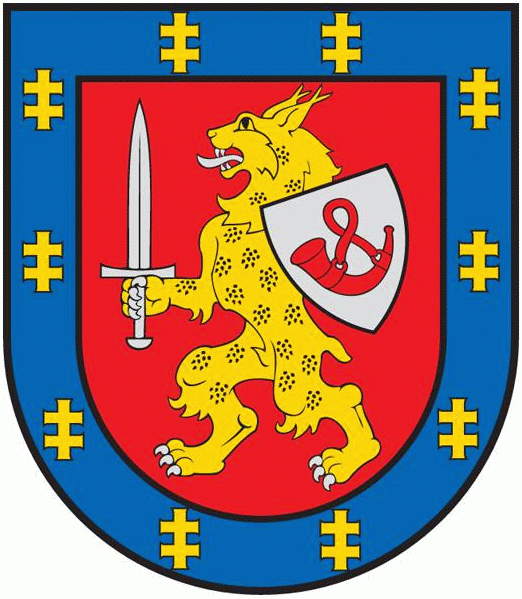
Bezirk Tauroggen
Tichau
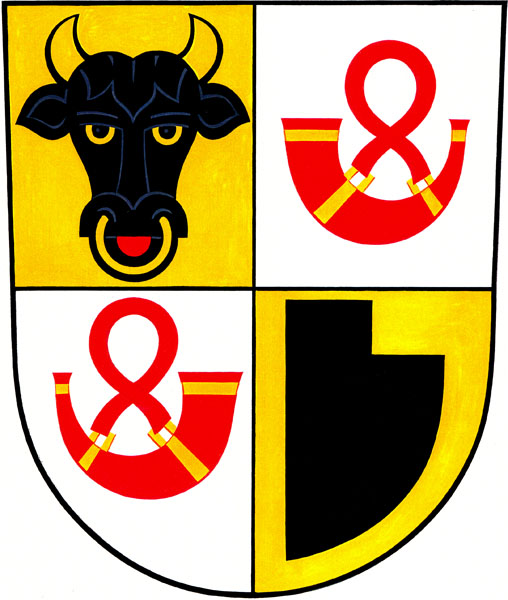
Traubek
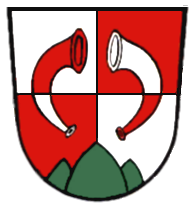
Triberg im Schwarzwald
Tschaslau
Département Vaucluse
Villefort
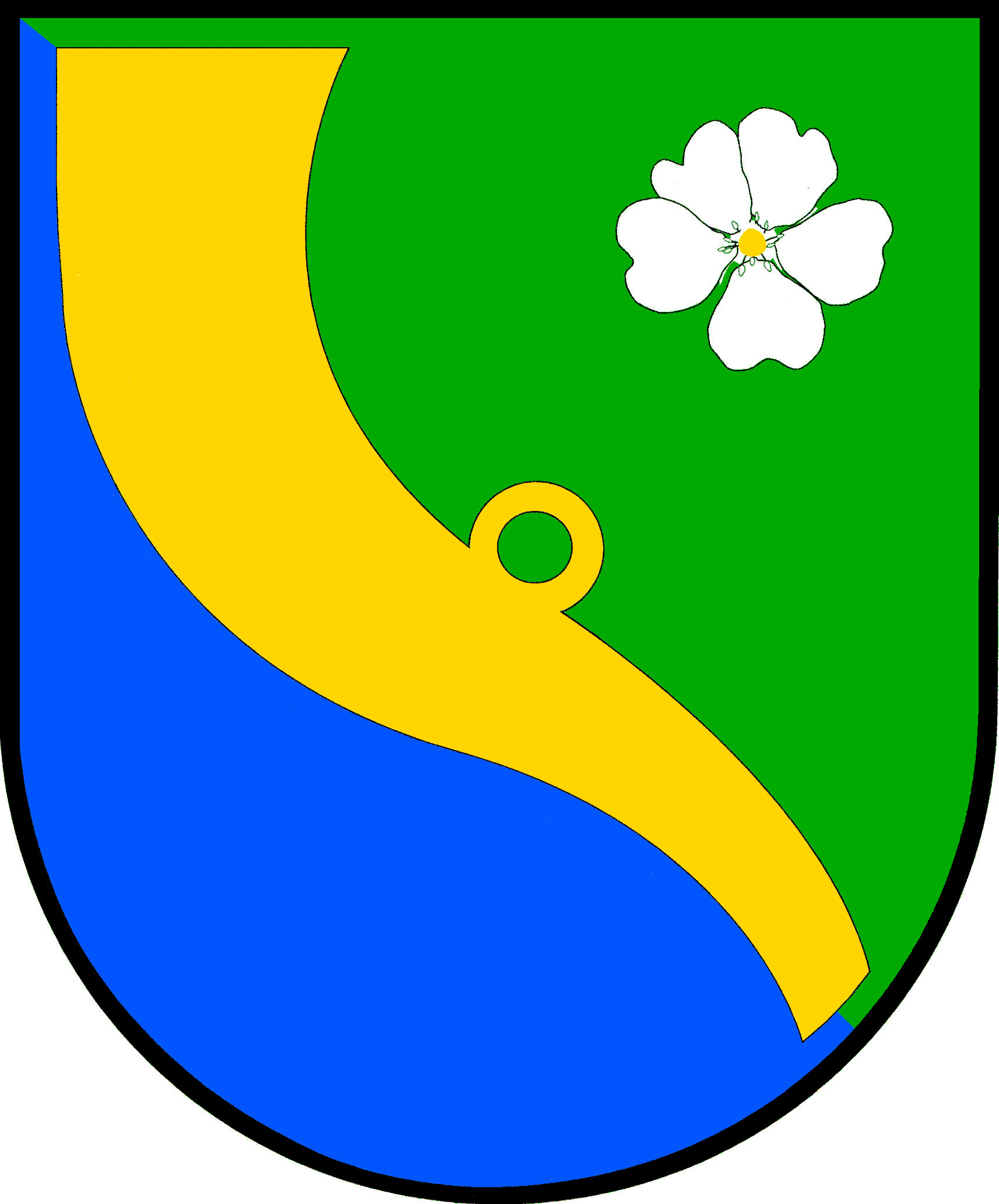
Vordertrebain
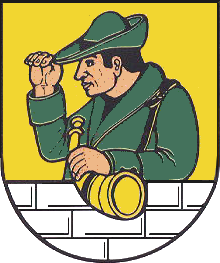
Wachstedt
Węgrów
Powiat Węgrowski
Westerhorn
Wigstadtl
Wildflecken
Windau
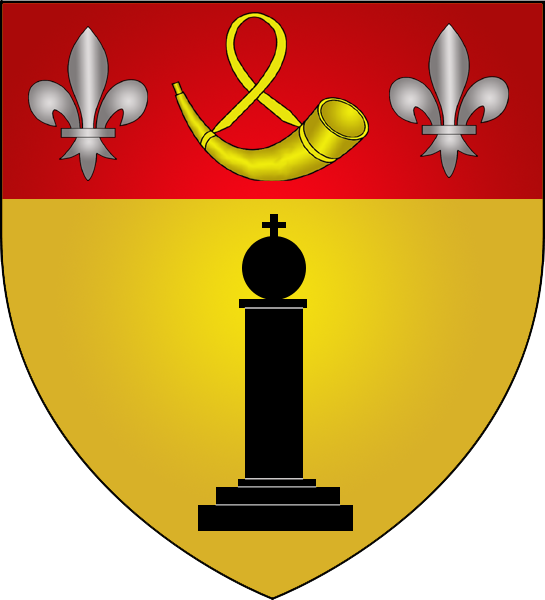
Wintger
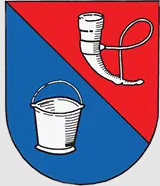
Winzendorf-Muthmannsdorf
Wolkenstein im Erzgebirge
Zakliczyn
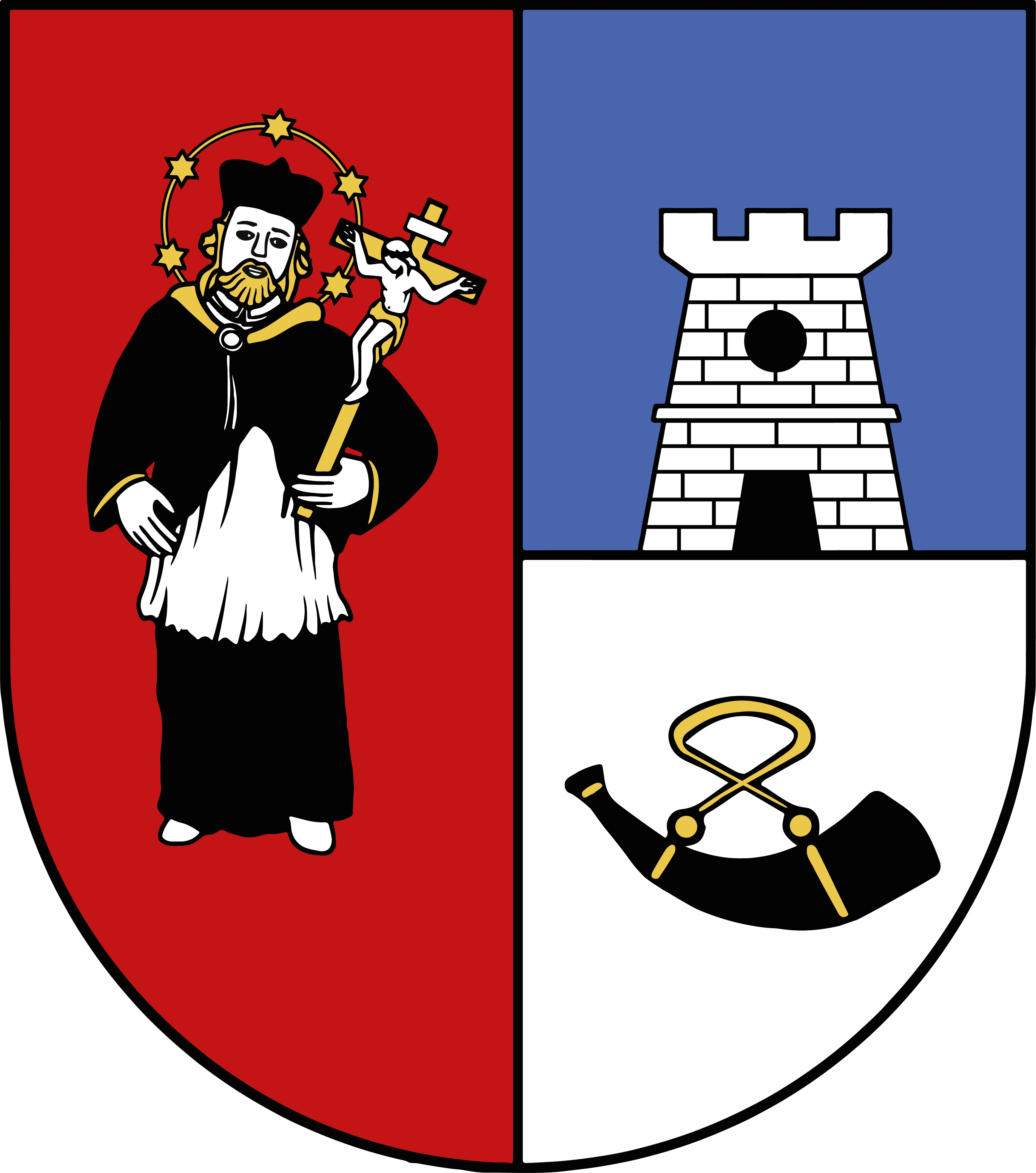
Zutzlau

Auch bei vielen Adelsgeschlechtern ist das Hifthorn die Wappenfigur.

von Falkenhayn
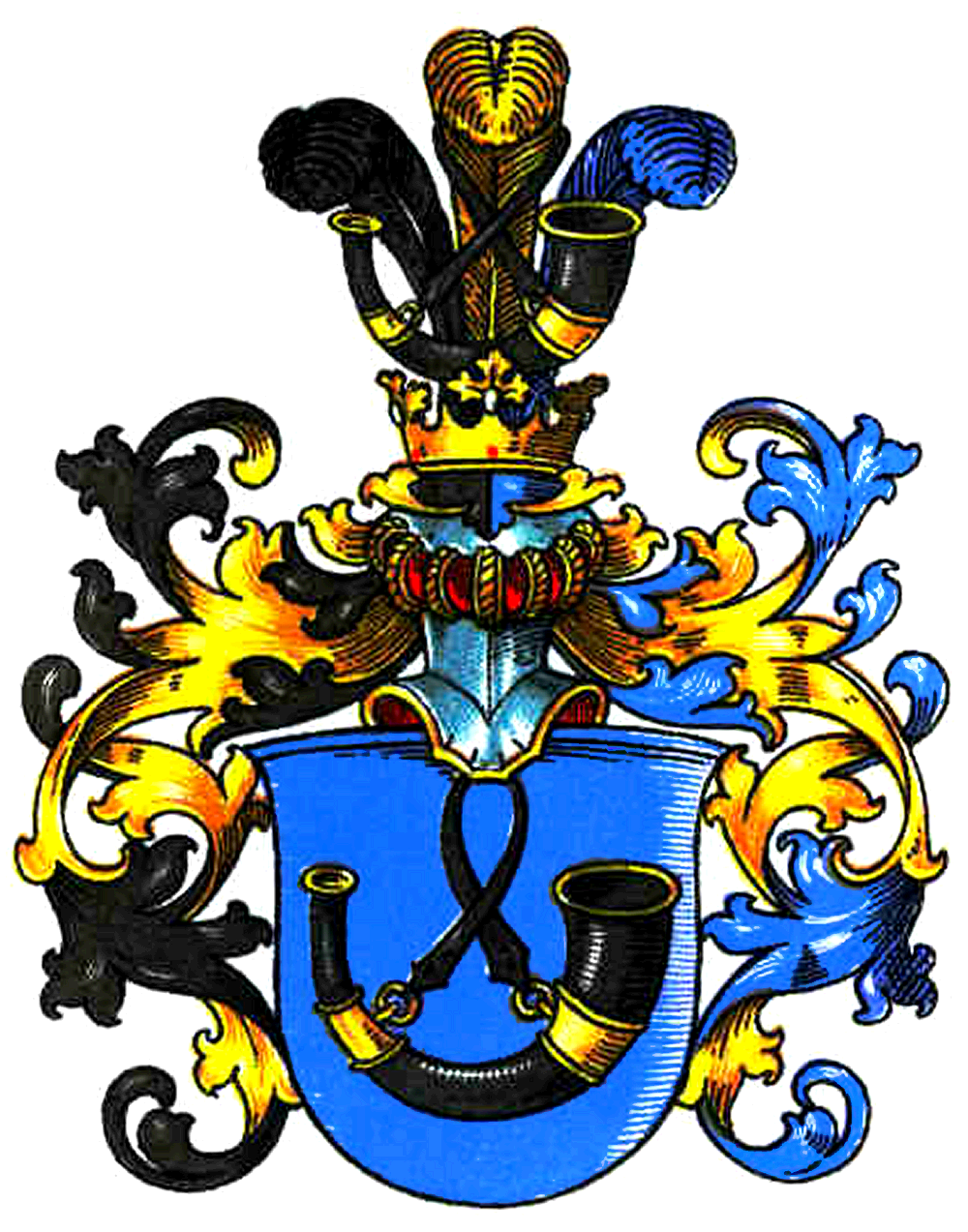
von Gellhorn
von Horn NL
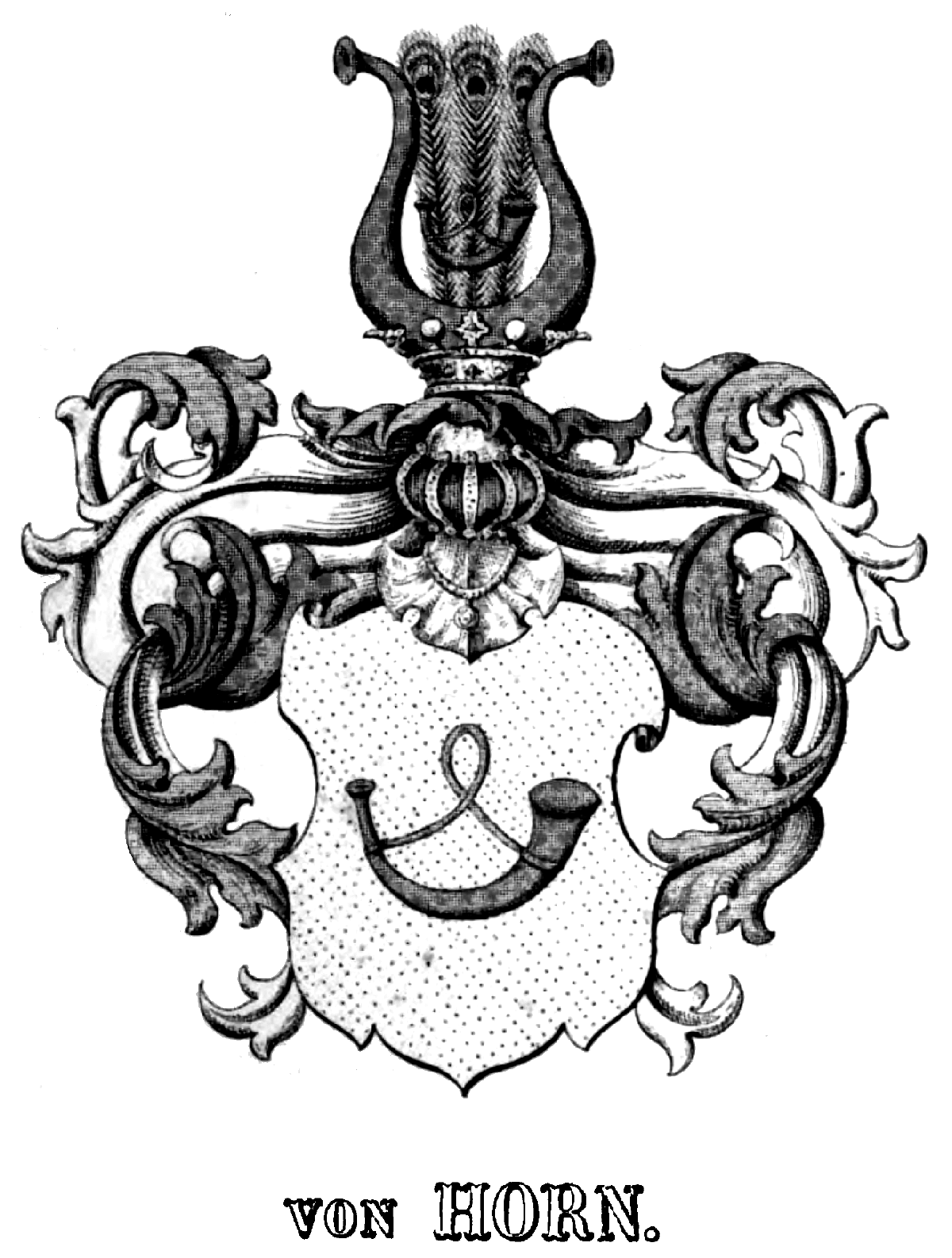
von Horn auf Ranzin
von Horn
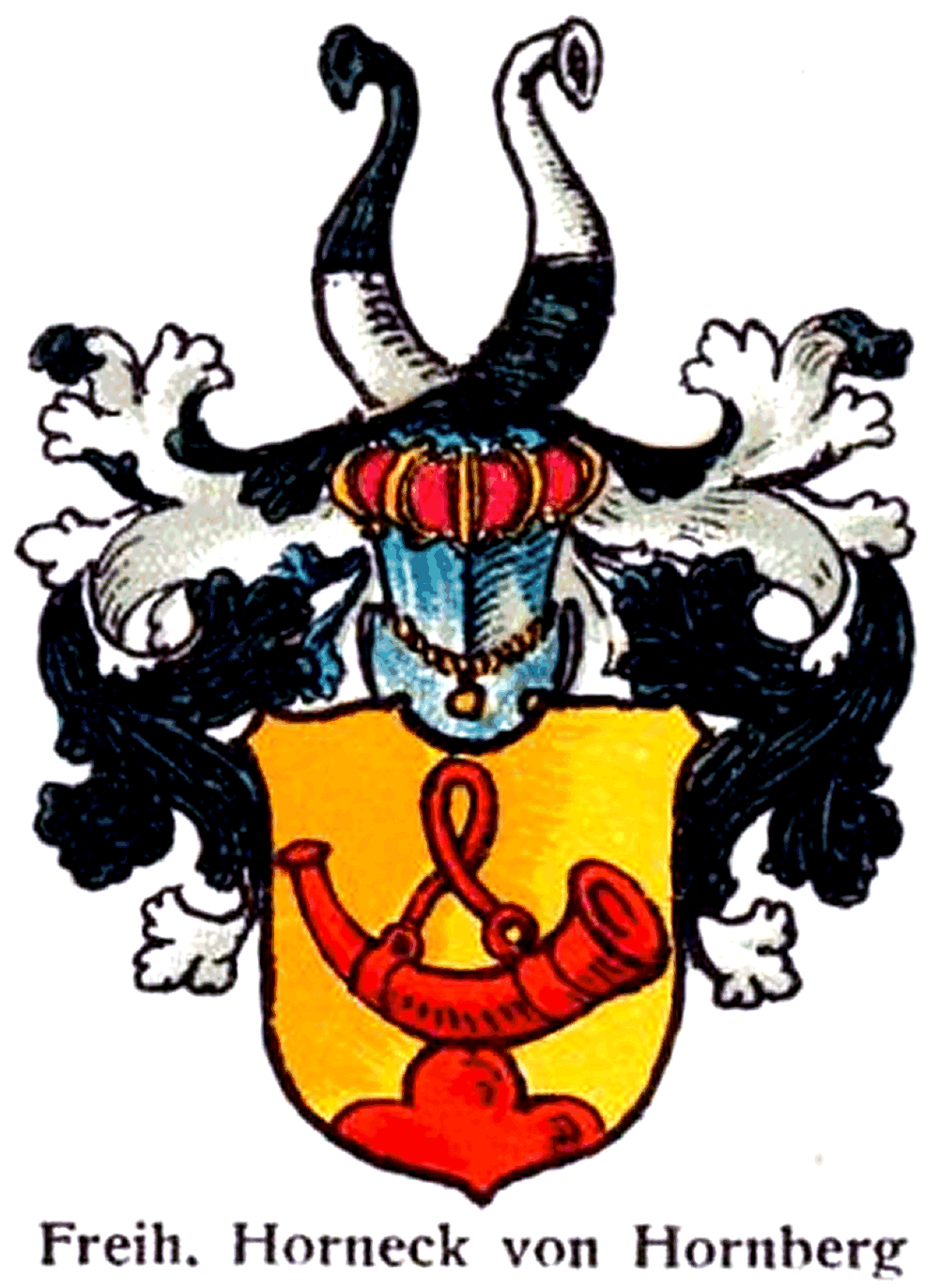
Horneck von Hornberg
von Krockow
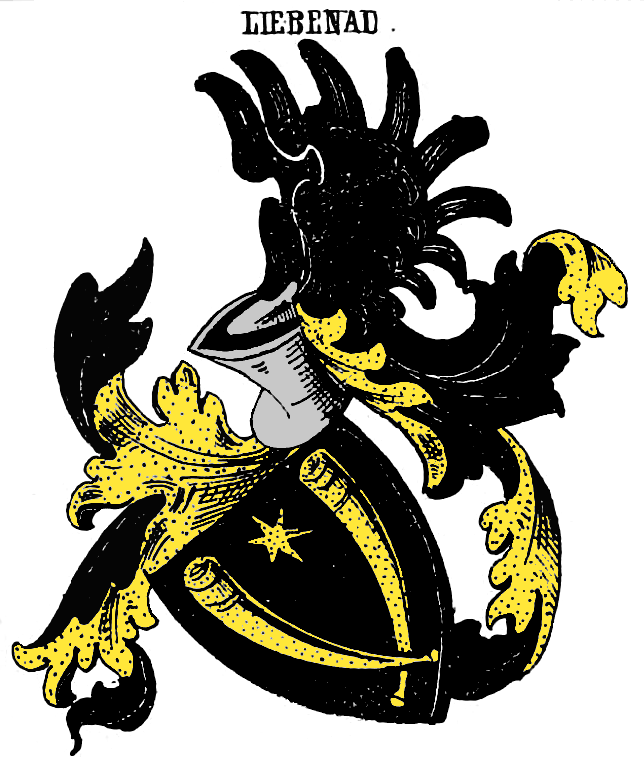
von Liebenau
von Mandelsloh
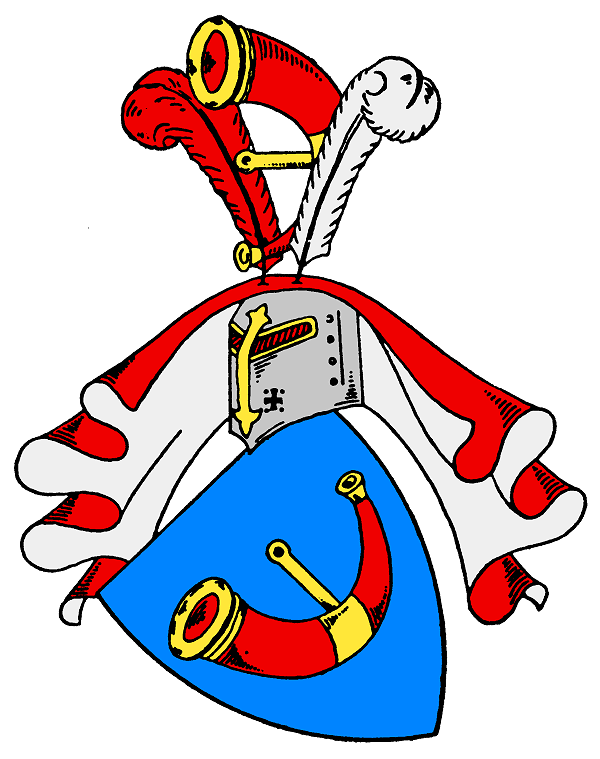
von Medem
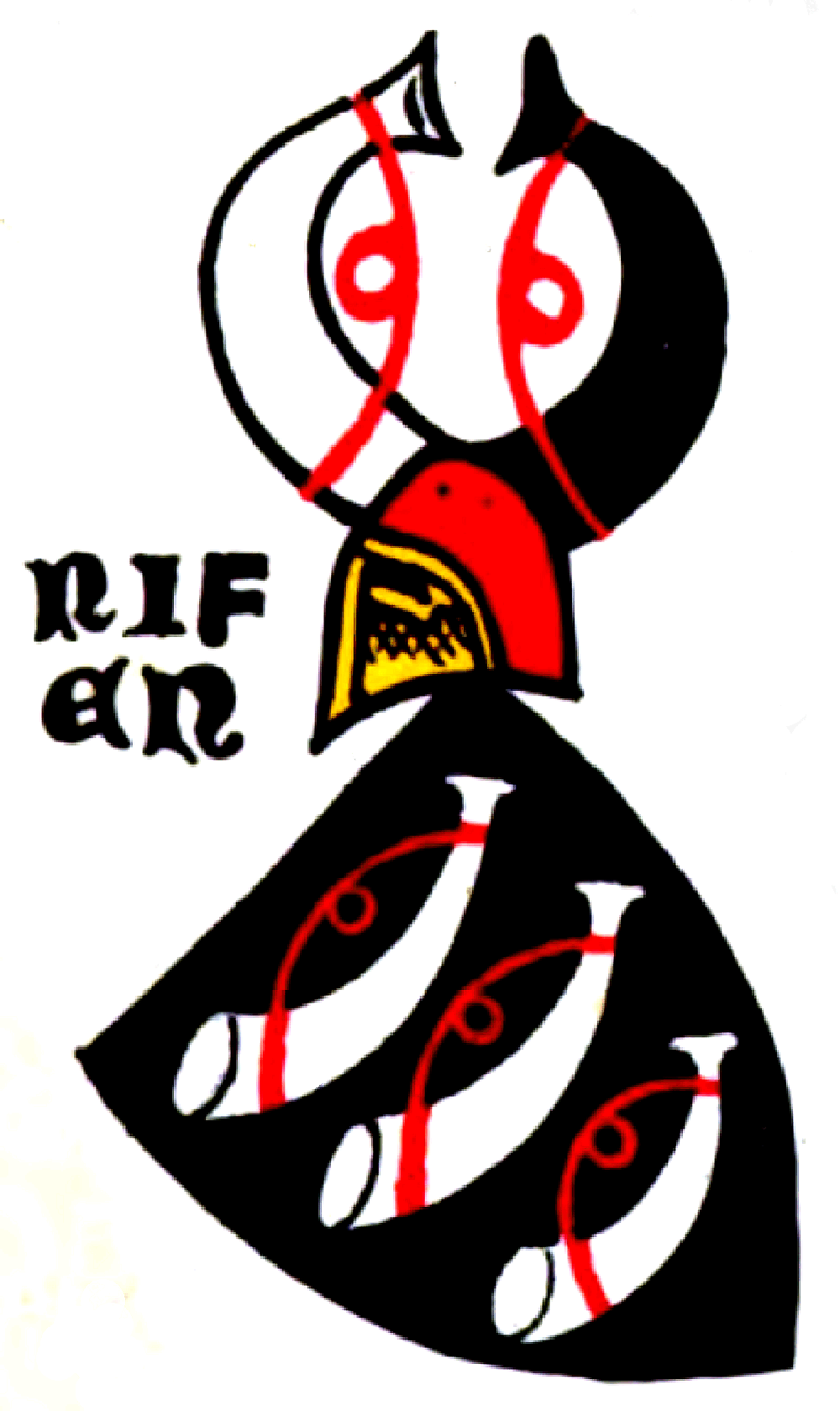
Herren von Neuffen
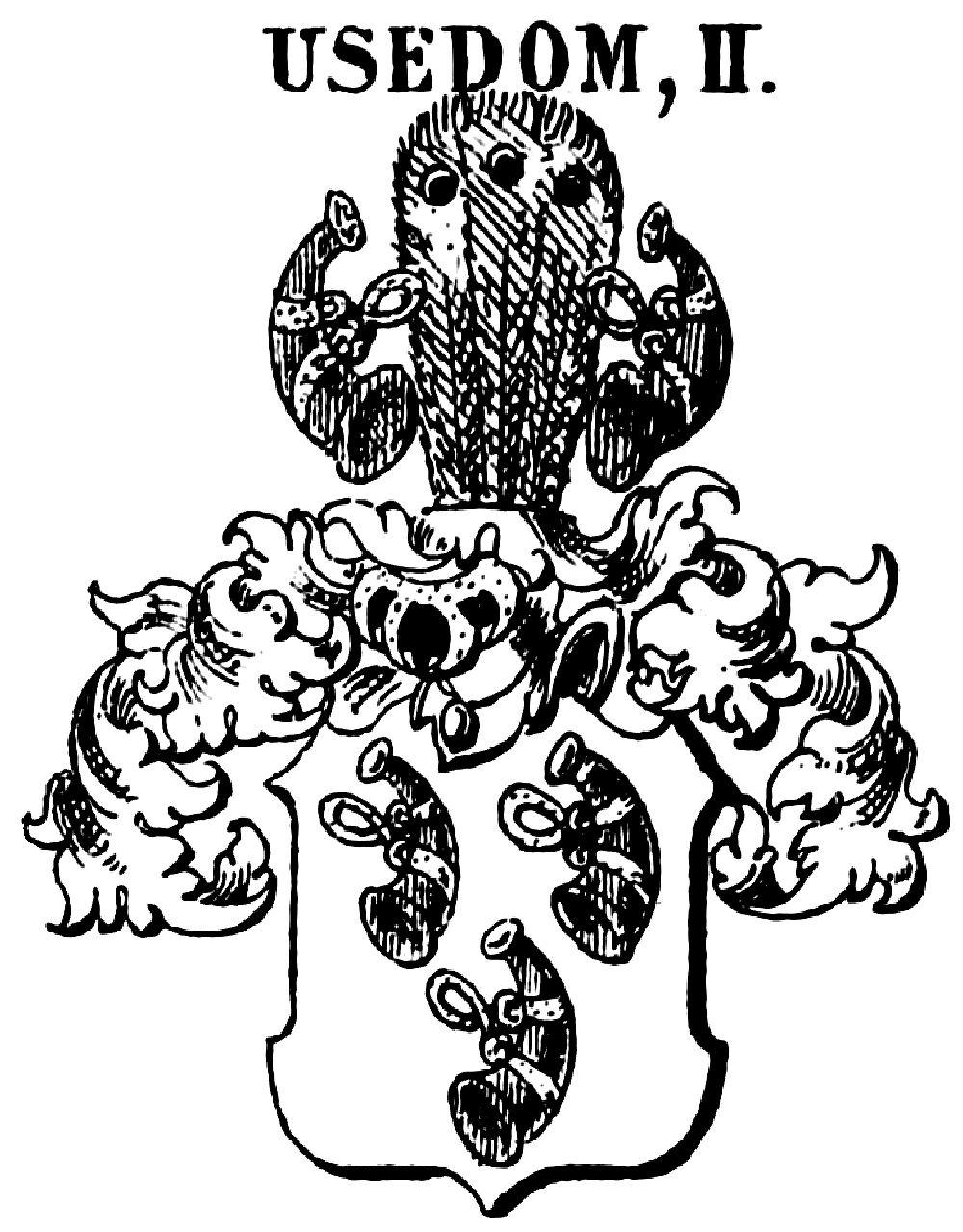
von Usedom
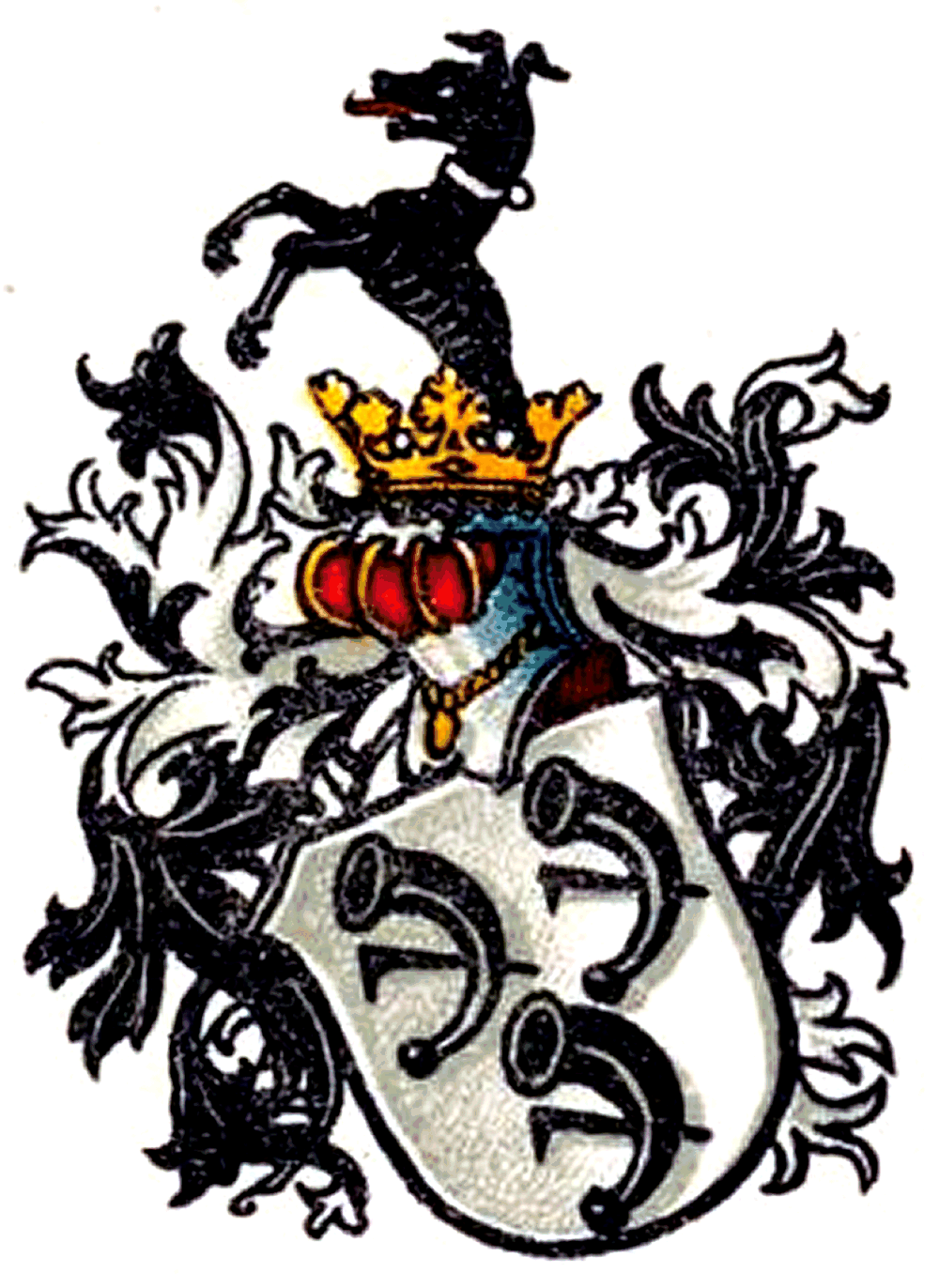
von Vieregg